# Бойко, Денис Александрович
Дени́с Алекса́ндрович Бо́йко (укр. Денис Олександрович Бойко; род. 29 января 1988, Киев) — украинский футболист, вратарь. Выступал за сборную Украины.

## Клубная карьера

### Ранние годы
Воспитанник киевского «Динамо», в школу «динамовцев» попал в 6 лет. В 2005 году начал играть на профессиональном уровне в «Динамо-3» и «Динамо-2». Вторую половину сезона 2007/08 провёл на правах аренды в киевском ЦСКА. Летом 2009 года отправился в аренду к новичку Премьер-лиги — киевской «Оболони». В Премьер-лиге дебютировал 19 июля 2009 года в матче против «Металлиста» (0:2, поражение «пивоваров»). В период с 2011 по 2012 годы играл в аренде за «Кривбасс».

### «Динамо» (Киев)

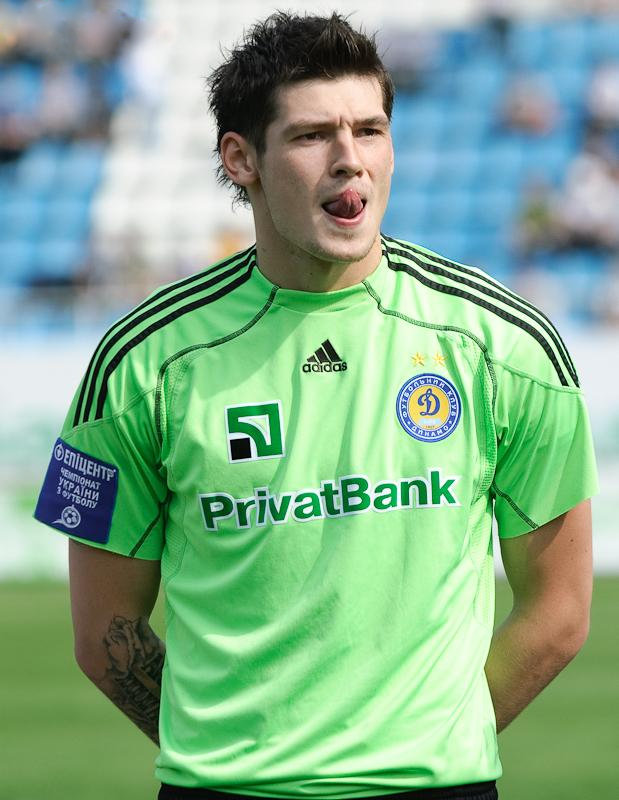
Бойко в составе «Динамо»

В феврале 2010 года был заявлен в чемпионате Украины за первую команду «Динамо». 9 мая дебютировал в официальной игре. Это был матч последнего тура сезона 2009/10. «Динамо» играло дома, любой итог матча на турнирное положение команды уже не влиял. Ни одного гола Бойко не пропустил, матч закончился со счётом 3:0.
В весенней части чемпионата ни разу не вышел на поле. В матче Лиги Европы против «Шерифа» совершил ошибку, в результате которой забил Александр Ерохин. Матч закончился победой молдавской команды со счётом 2:0.

#### Аренда в «Днепр»
В июне 2013 года отдан в годичную аренду днепропетровскому «Днепру», где стал серебряным призёром чемпионата Украины. На 22-й минуте матча 23 тура чемпионата Украины против киевского «Динамо», Бойко жёстко сыграл против полузащитника киевлян Олега Гусева. При подаче углового у ворот «Днепра» Денис сыграл на выходе и случайно ударил коленом в лицо Гусева. Быстро сооринтировавшийся одноклубник Бойко Джаба Канакава первым ринулся у Гусеву и предотвратил западание языка. Медики «Динамо» сказали что Канкава спас Гусеву жизнь.

### «Днепр»

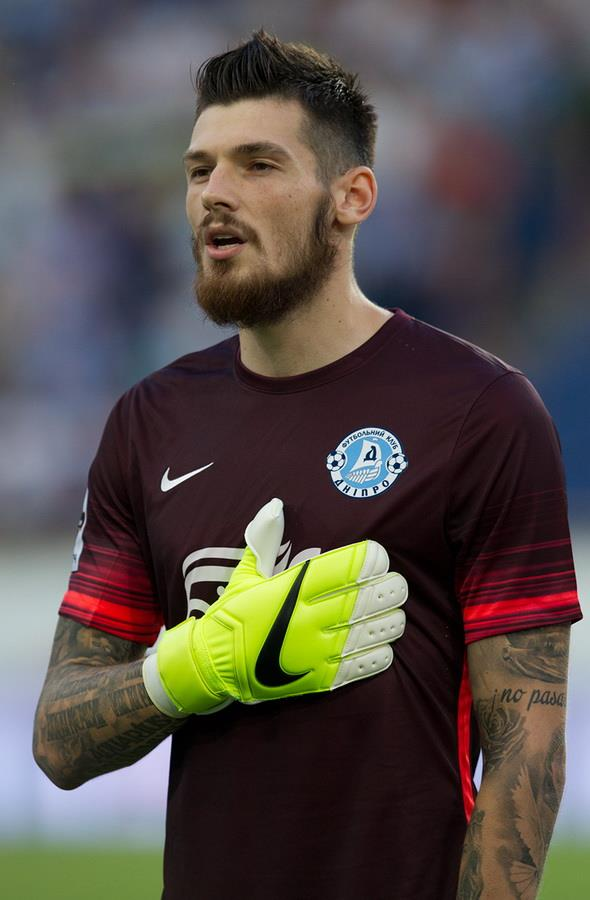
Бойко в составе «Днепра»

После окончания аренды Бойко подписал с «Днепром» полноценный контракт.
В клубе стал основным вратарём. Во многом благодаря ему «Днепр» в сезонах 2014/15 и 2015/16 стал бронзовым призёром чемпионата Украины. В сезоне 2014/15 Бойко вместе со своей командой дошёл до финала Лиги Европы, где «Днепр» в упорной борьбе уступил «Севилье» со счётом 2:3. Вошёл в символическую сборную турнира. В чемпионате «днепряне» заняли 3-е место не дотянувшись до второго, лигочемпионского места, во многом благодаря сложной концовке календаря (в 23-м, 24-м и 25-м турах «Днепр» играл соответственно с «Зарёй», киевским «Динамо» и «Шахтёром»).
Сезон 2015/16 стал для «Днепра» менее удачным. В групповом раунде Лиги Европы «Днепр» занял 3-е место в группе G, не дотянув до «Сент-Этьена» 2 очка. В матчах группы Бойко отыграл все матчи. В последнем матче против «Руссенборга» Бойко вышел на поле с капитанской повязкой и на 12-й минуте отразил пенальти от Поля Хеллана.
20 января 2016 года официальный сайт «Днепра» сообщил от том, что Бойко покидает клуб и том, что «Днепр» уже договорился по поводу трансфере вратаря в турецкий «Бешикташ». Вот что сказал сам вратарь по поводу своего ухода из «Днепра»:
Это была лучшая команда и лучшая футбольная семья в моей карьере! Футбольный клуб «Днепр» на всю жизнь останется в моём сердце. Я горд и счастлив что играл за такой клуб! Спасибо огромное всем моим партнёрам по команде всем тренерам и просто всем людям которые работали и работают в «Днепре»! Ну и конечно же огромное спасибо болельщикам. Безумно жаль, что так происходит с нашими клубами.

### «Бешикташ»
21 января 2016 года перешёл в «Бешикташ», подписав контракт на 3,5 года. Размер трансфера составил от 3,3 до 4 млн евро. Дебютировал за турецкий клуб 10 февраля 2016 года в матче Кубка Турции против «Коньяспора». Дебют получился неудачным — Денис пропустил 2 мяча и «Бешикташ» проиграл 1:2. Второй матч (также с участием Бойко) «чёрные орлы» проиграли 0:1 и выбыли из розыгрыша Кубка. В чемпионате Турции провёл первый матч 19 марта 2016 года — против «Антальяспора» (1:0, победа «Бешикташа»). В том матче Денис получил серьезную травму головы в столкновении с игроком соперников, но после оказания медицинской помощи украинский голкипер сумел продолжить игру.
Болельщики «черных орлов» с воодушевлением восприняли трансфер украинца, однако он не сумел выиграть конкуренцию у капитана команды Толги Зенгина. Когда Денис все же получал шансы, он играл не лучшим образом. В результате Бойко оказался просто не нужен «Бешикташу». 9 сентября 2017, после возвращения из «Малаги», был переведён в дубль клуба.

#### Аренда в «Малагу»
В августе 2016 года на правах аренды перешёл в испанский клуб «Малага». В то время «анчоусов» тренировал бывший тренер Бойко в «Днепре», Хуанде Рамос. Однако это не помогло Денису стать основным вратарём «Малаги», уступая конкуренцию Карлосу Камени. Всего за один сезон в «Малаге» Бойко сыграл 3 матча в которых пропустил 7 голов.

#### Аренда в «Динамо» (Киев)
В феврале 2018 года на правах аренды вернулся в киевское «Динамо». Дебютировал 15 февраля в первом матче 1/16 финала Лиги Европы против афинского АЕКа (1:1). В «Динамо» сразу получил место в стартовом составе. Всего-же за полсезона в Киеве Денис успел сыграть 19 матчей во всех турнирах. Также успешные выступления в «Динамо» помогли Бойко вернуться в сборную Украины. С родной командой Бойко вышел в финал Кубка Украины, который проиграл «Шахтёру», а также выиграл серебряные медали чемпионата Украины.

### «Динамо» (Киев)
Накануне вылета «Динамо» на летний сбор в Австрию Бойко подписал с киевским клубом полноценный контракт. Первый матч после перехода провёл 21 июля за Суперкубок Украины «Шахтёра», который киевляне выиграл со счётом 0:1.
9 октября 2022 года в игре Премьер-лиги против «Руха» провёл свой юбилейный, 50-й, сухой матч в составе «Динамо» во всех турнирах. В конце первого тайма получил травму ноги, словив мяч с под перекладины после заброса от Юрия Климчука и неудачно приземлился на ногу, после чего его заменил Руслан Нещерет. 12 октября прошёл углублённое обследование в одной из клиник Барселоны, а по его результатам ему был поставлен диагноз повреждения передней крестообразной связки и назначена операция.

## Карьера в сборной
Выступал за юношеские сборные Украины до 17 и до 19 лет. Провёл одну игру. Бойко уступал место в основном составе Антону Каниболоцкому.
18 ноября 2014 года дебютировал в национальной сборной Украины в матче с Литвой, встреча завершилась нулевой ничьей.
Попал в заявку сборной Украины на чемпионат Европы 2016 года во Франции, но на поле не выходил.
25 августа 2021 года исполняющий обязанности главного тренера сборной Украины Александр Петраков довызвал Бойко для участия в матчах отборочного турнира чемпионата мира 2022 года против сборных Казахстана и Франции, а также товарищеском матче против Чехии. 8 сентября 2021 года сыграл в товарищеском матче против Чехии, который стал 7-м в национальной команде.

### Статистика выступлений за сборную Украины
| Дата            | Стадион                               | Соперники          | Счёт | Турнир                  | Голи | Голи | Жовта картка · Червона картка |
| --------------- | ------------------------------------- | ------------------ | ---- | ----------------------- | ---- | ---- | ----------------------------- |
| 18 ноября 2014  | «Олимпийский», Киев                   | Украина — Литва    | 0:0  | Товарищеский матч       | 90'  | -    |                               |
| 31 марта 2014   | «Арена Львов», Львов                  | Украина — Латвия   | 1:1  | Товарищеский матч       | 90'  | -1   |                               |
| 9 июня 2015     | «Линцер», Линц                        | Грузия — Украина   | 1:2  | Товарищеский матч       | 90'  | -1   |                               |
| 24 марта 2015   | «Черноморец», Одесса                  | Украина — Кипр     | 1:0  | Товарищеский матч       | 90'  | -    |                               |
| 5 ноября 2016   | «Металлист», Харьков                  | Украина — Сербия   | 2:0  | Товарищеский матч       | 90'  | -    |                               |
| 16 ноября 2018  | «Стадион Антона Малатинского», Трнава | Словакия — Украина | 4:1  | Лига наций УЕФА 2018/19 | 90'  | -4   |                               |
| 8 сентября 2021 | «Дусан Арена», Пльзень                | Чехия — Украина    | 1:1  | Товарищеский матч       | 90'  | -1   |                               |

## Достижения

### Командные
«Динамо» (Киев)
- Чемпион Украины: 2020/21
- Серебряный призёр чемпионата Украины (2): 2010/11, 2017/18
- Бронзовый призёр чемпионата Украины: 2012/13
- Обладатель Кубка Украины (2): 2019/20, 2020/21
- Финалист Кубка Украины (2): 2010/11, 2017/18
- Обладатель Суперкубка Украины (3): 2018, 2019, 2020

«Днепр»
- Финалист Лиги Европы УЕФА: 2014/15
- Серебряный призёр чемпионата Украины: 2013/14
- Бронзовый призёр чемпионата Украины: 2014/15

«Бешикташ»
- Чемпион Турции: 2015/16

### Личные
- Лучший вратарь украинской Премьер-лиги: 2014/15[25]
- Входит в состав символической сборной года Лиги Европы УЕФА: 2014/15[26]

## Личная жизнь
Отец Александр в прошлом также футболист.
29 апреля 2011 года Бойко женился, супруга Ольга. В 2011 развёлся и женился второй раз, вторую жену зовут Валерия.